# Glauchau

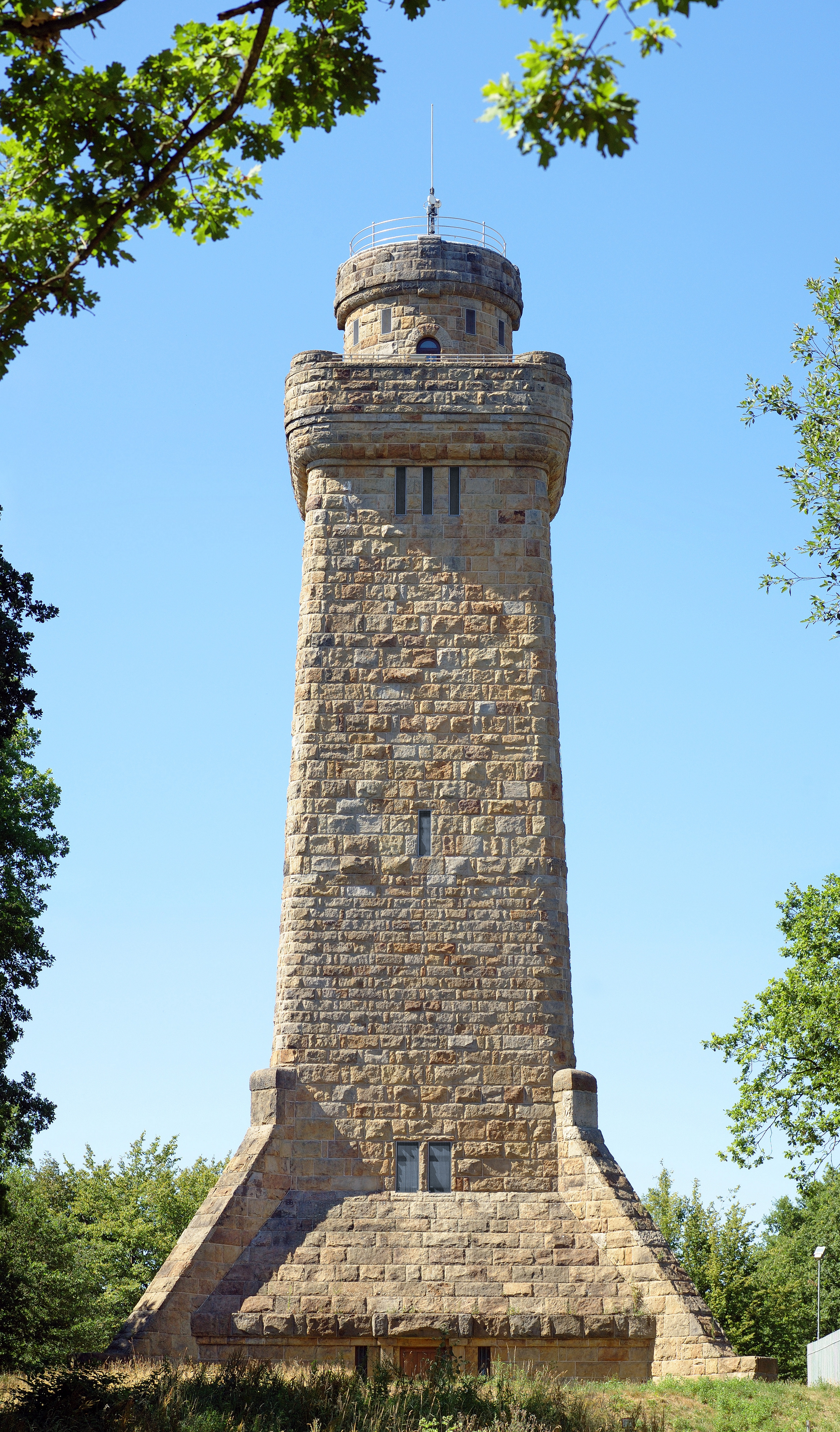
Bismarckova věž

Glauchau (česky dříve též Hluchov či Hluchava) je velké okresní město v německé spolkové zemi Sasko. Náleží k zemskému okresu Cvikov a má přibližně 22 tisíc obyvatel.

## Historie
Mezi lety 1994 a 2008 bylo Glauchau okresním městem zemského okresu Chemnitzer Land. Od roku 2008 spadá do zemského okresu Cvikov, jehož centrem je Zwickau.

## Geografie

### Zeměpisná poloha
Glauchau leží na řece Cvikovská Mulda, na okraji Krušnohorské pánve, ve výšce 266 m n. m. (kostel sv. Jiří) uprostřed středosaského Burgenlandska.

### Rozloha území města
Město zaujímá asi 50 km². Z toho 20 km² je tvořeno krčovým[zdroj⁠?!] lesem. Části tohoto lesa sloužily jako cvičiště Sovětské armády a jsou dnes chráněným přírodním územím, kde se usídlilo mnoho živočichů zařazených na červeném seznamu.

### Sousední obce
Hraničícími obcemi jsou Callenberg, město Lichtenstein, město Meerane, Remse, Sankt Egidien, město Waldenburg, Deneřice, Mlseň a okresní město Zwickau.

## Politika
Městská rada má 24 členů, od roku 2014 ji vede CDU s 11 křesly. Starostou v letech 2014–2020 je Peter Dresler (bezpartijní).

## Partnerská města
- Jibou, Rumunsko
- Iserlohn, Severní Porýní-Vestfálsko, od 1991
- Vermelles, Francie
- Grenay, Francie

## Pamětihodnosti

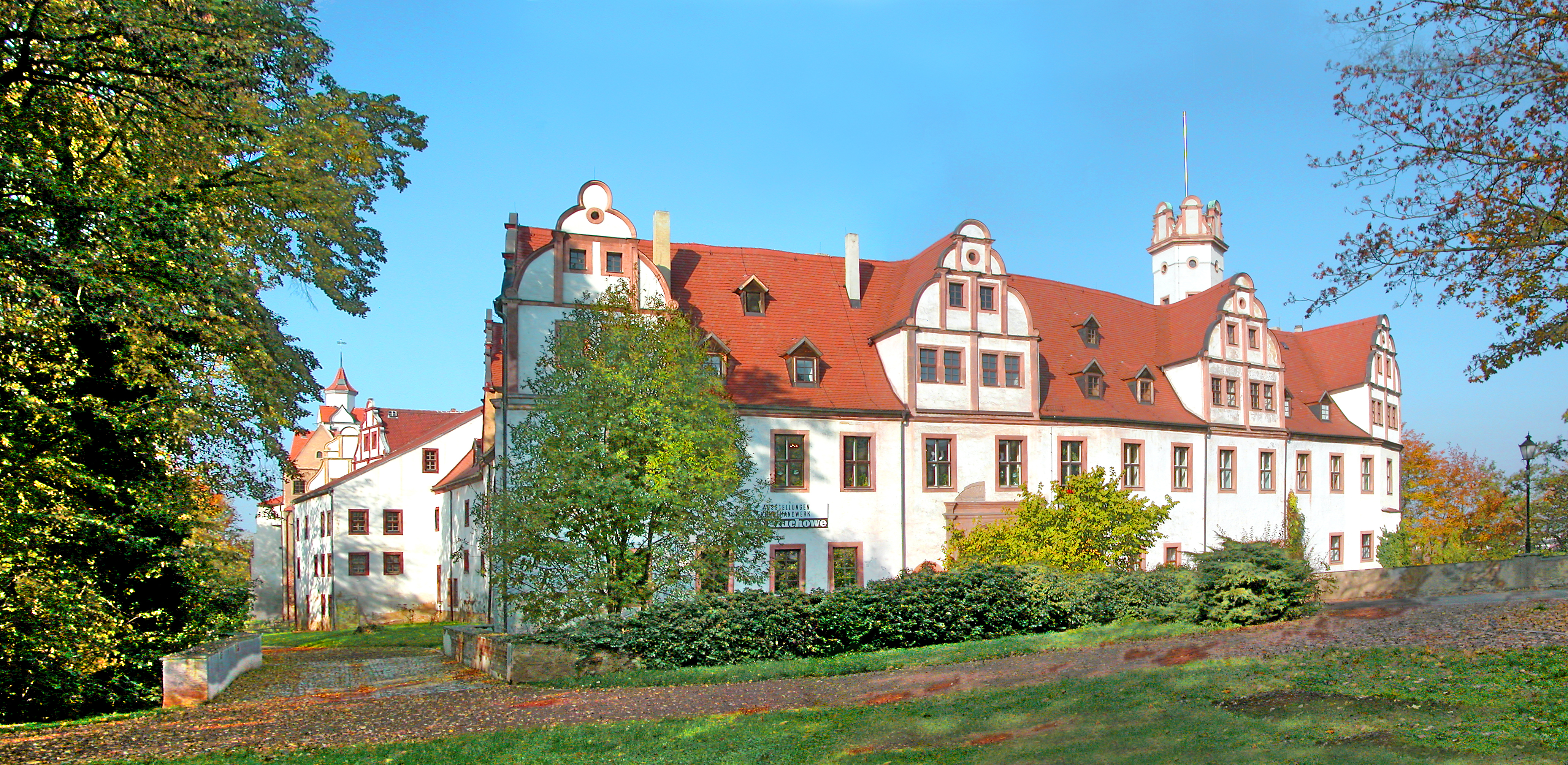
Zámek Forderglauchau (přední část)

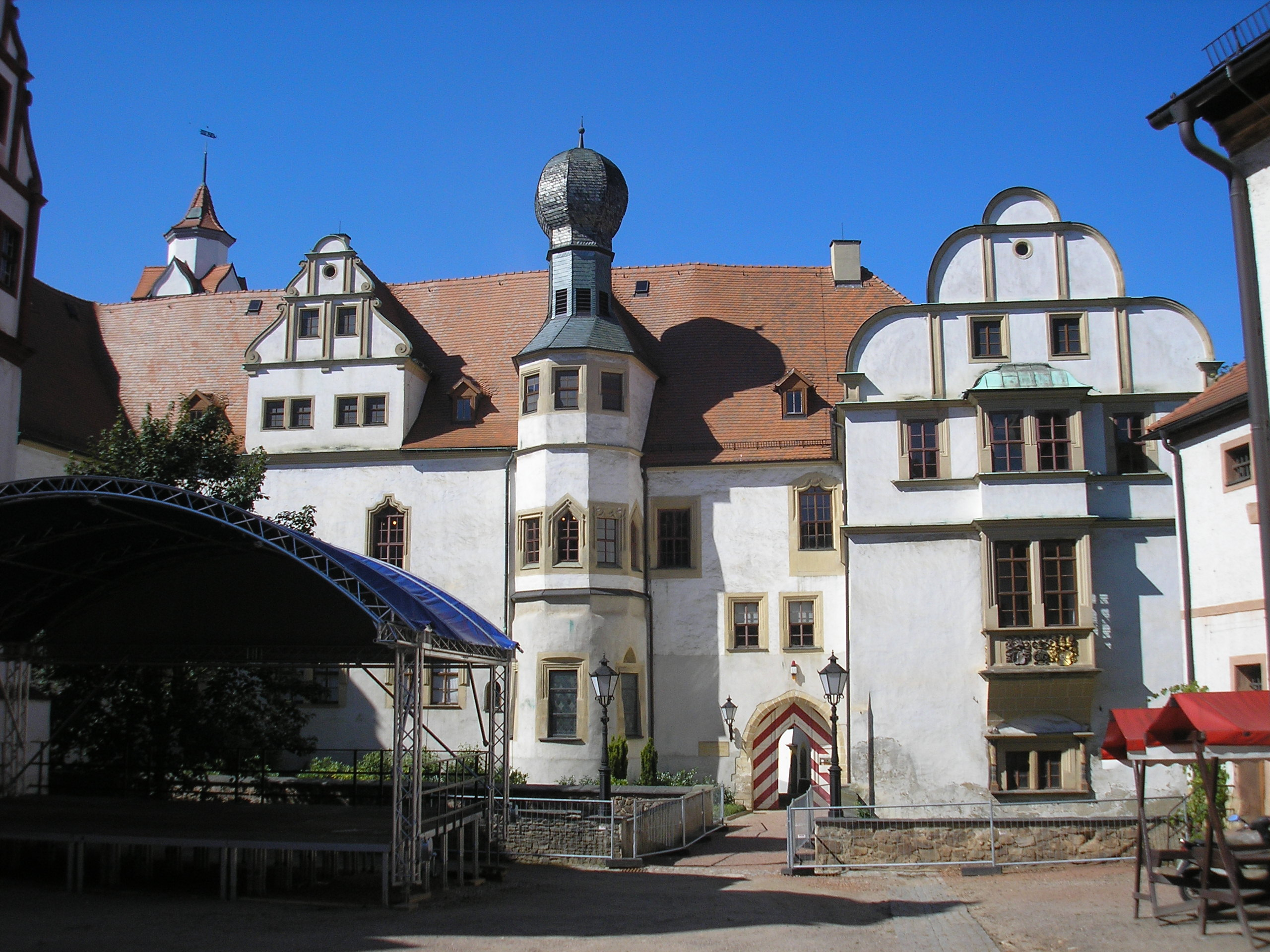
Zámek Hinterglauchau (Zadní trakt)

- Dvojí zámek: Přední Forderglauchau a Zadní:Hinterglauchau je rozsáhlý renesanční objekt o dvou traktech se dvěma opačně orientovanými portály; v letech 1528–1534 ho pro pány ze Schönburgu zbudoval stavitel Andreas Günther z Chomutova. Hinterglauchau stojí na základech románského hradu z let 1170–1180, původně byl obehnán vodním příkopem, v zámecké kapli je pozdně gotický oltář a epitaf hraběnky Schönburgové; interiéry zámku zařízené v 19. století a doplněné muzejními sbírkami jsou přístupné; Forderglauchau slouží knihovně.

- Farní kostel sv. Jiří (Skt. Georgenkirche), původem pozdně gotický halový kostel s patrovými emporami, založený roku 1483, protestanty přestavěný v 16. století a zásadně v letech 1726–1728; gotický oltář sv. Anny Samétřetí, barokní křtitelnice, barokní Silbermannovy varhany z roku 1730.

- Radnice – na renesančních základech s hranolovou věží, přestavěna po požáru z roku 1813, zčásti rekonstruována do předchozí podoby.
- Trhové náměstí (Marktplatz) – centrum horní historické části města, moderní kašna s bronzovými sochami trhovkyně, zpívajících dětí a tiskaře
- Městské opevnění: vnitřní město a předměstí měly původně samostatné opevnění, pobořené za třicetileté války a opravené roku 1664, dochovaly se čtyři brány
- Luteránský kostel
- Bismarckova věž – vyhlídková věž o výšce 46 metrů, při dobré viditelnosti s výhledem až na Jedlovou horu. Připomíná lipský pomník Bitvy národů. Stavba trvala 3 měsíce a byla zkolaudována 4. září 1910 jako nejvyšší existující Bismarckovský pomník; jeho vodní nádrž pojme 180 krychlových metrů vody. V době NDR se nazývala „Věž míru“.

## Rodáci
- Georgius Agricola – přírodovědec, technik a konstruktér
- Christian Samuel Barth (1735–1809) – hobojista a hudební skladatel
- Paul Pfotenhauer (1842–1897) – historik Slezska a archivář